# Sainte-Livrade-sur-Lot

Sainte-Livrade-sur-Lot este o comună în departamentul Lot-et-Garonne din sud-vestul Franței. În 2009 avea o populație de 6.410 de locuitori.

## Evoluția populației
| An        | 1975  | 1982  | 1990  | 1999  | 2006  | 2009  |
| --------- | ----- | ----- | ----- | ----- | ----- | ----- |
| Populație | 5.787 | 5.785 | 5.938 | 5.865 | 6.118 | 6.410 |